# 楊森主義
楊森主義（英語：Jansenism）是羅馬天主教在十七世紀的運動，是由荷蘭烏特列支神學家康内留斯·楊森（1585-1638）創立，其理論強調原罪、人類的全然敗壞、恩典的必要和預定論。

## 源起
1602年楊森到比利時魯汶大學讀書。魯汶大學中有兩個學派，其中一派支持耶穌會所提倡的經院哲學，另一派則支持奧古斯丁所提倡的預定論及恩典論，而楊森則受到奧古斯丁的影響，接受了奧古斯丁關於罪和恩典的看法。之後他在魯汶大學當聖經教授時，堅持與耶穌會的立場對立。1628年他著作《奧古斯丁傳》於1640年出版，成為楊森派主要的神學著作。

## 內容
楊森派強調，天主在创世之前就已經揀選預定要得救的人，如果沒有天主的恩典與揀選，靠著人的努力永遠不可能得救，因為人的本性在墮落後已經全然敗壞了，罪人無法自救，人被罪挾制的結果，導致根本沒有自由意志，人若沒有特殊恩典，便被肉體挾制，無法行善也無法避惡，無法達成天主的誡命。人只有藉著基督之死才能得到救贖，而且人也無法抗拒天主的恩典，得救與否單看天主的預定，天主要賜給人的恩典不能被拒絕，也不需要人的同意，而在邏輯上人只是自然或超自然定命論的犧牲品，他的行為不是決定於自然就是決定於恩典，堅持唯獨因信稱義。楊森認為耶穌會過於強調人的理性，對天主的付託及信仰上的堅定少得可以；他們誇大人的善行，高舉自由意志，以致於耶穌救贖的工作成了廉價的恩典。
天主教會視之為接近加爾文主義五要點，教宗烏爾班八世首先譴責楊森主義的主張，認為他們本質上就是加爾文派，同時耶穌會也對他們展開攻擊。1653年，教宗依諾森十世譴責楊森主義派是異端，其於1653年5月31日發出的詔書譴責楊森派的以下五點主張：
1. 總有一些天主的誡律是人無法依從，不管他如何渴望和努力；
2. 墮落的人不能抗拒上主的恩典；
3. 人缺乏自由意志，但能行善積德；
4. 半伯拉糾主義者指先行恩典是所有內部行為（包括信仰）所必要的，這是正確的；他們又主張墮落的人有自由選擇或抗拒先行恩典，但這是錯誤的；
5. 是半伯拉糾主義者說基督為所有人而死。

## 傳播

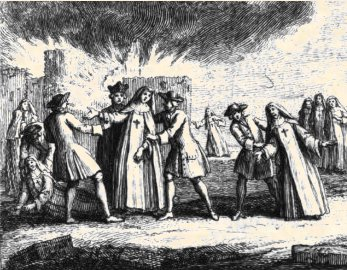
1709年，皇港修道院被強行解散

楊森的好友让‧迪韦尔吉耶·德奥拉纳是布雷讷地区圣西朗修道院的修士，1633年他把楊森派信仰帶到法國，其間他被任命為皇港修道院的告解神父。當時的修道院長玛丽·安热莉克·阿尔诺帶領修女們學習耶穌過謙卑儉樸的生活，此修道院以犧牲奉獻精神聞名，吸引了許多婦女及敬虔的信徒。
1638年楊森去世後，安托万·阿尔诺成為楊森派領袖，他強烈抨擊耶穌會的「廉價恩典」。另一方面，耶穌會尋求教宗支持，指稱楊森派是危險教派，是披着天主教長袍的加爾文主義。1653年，教廷譴責《奧古斯丁傳》的五項主張。但是，阿諾徳繼續攻擊耶穌會，於是索邦神學院考慮將他們驅逐，阿尔诺求助於皇港修道院的一個年輕朋友，科學家與法國散文大師布莱兹·帕斯卡。
1651年，帕斯卡父親過世，他妹妹雅克利娜·帕斯卡歸向皇港女修道院，而帕斯卡則追求上流社會的生活。其後，若望福音17章有關耶穌為十字架獻祭做準備的章節啟發了他，1654年末他成為皇港女修道院的一員，並遇見了阿尔诺。之後帕斯卡寫了十八封信，揭開了耶穌會的神學思想，每公開一封信就被公眾搶購一空，使得皇港女修道院聲名大噪，雖然教宗公開譴責這些信，但其書信在法國仍被廣泛閱讀。
1657年3月，在寫完最後一封未完成的信之後，1662年8月19日，他因重病而逝世，終年39歲。帕斯卡去世後，國王路易十四和教皇國聯手，將楊森派信眾趕出法國，皇港女修道院也被拆毀，許多楊森派信眾逃到荷蘭避難。因為受到耶穌會強烈反對，楊森派在皇港的大本營也於1709年左右被毀。